# الهياثم (نهم)

تعديل مصدري - تعديل

الهياثم هي إحدى قرى عزلة عيال صياد بمديرية نهم التابعة لمحافظة صنعاء، بلغ تعداد سكانها 408 نسمة حسب تعداد اليمن لعام 2004.